# Caridina petiti
Caridina petiti is een garnalensoort uit de familie van de Atyidae. De wetenschappelijke naam van de soort is voor het eerst geldig gepubliceerd in 1929 door Roux.